# Szamobor vára
Szamobor vára (horvátul: Stari grad Samobor), vár Horvátországban, Szamobor város határában. 

## Fekvése
A 13. századi vár (Stari grad) tekintélyes romjai a város feletti Tepec-hegyen egy völgy feletti sziklacsúcson állnak.

## Története
Várát II. Ottokár cseh király hívei építették 1261 és 1271 között. A város ezekben az években alaposan megsínylette a határ közeli fekvését, ugyanis egyik színtere lett az V. István magyar király és Ottokár közötti összecsapásoknak. Várát Ottokár híveitől Okicsi Iván foglalta el, aki ezért hálából a várossal együtt megkapta azt a királytól. Ez egyúttal a város kiváltságainak elveszítését is jelentette. Az adományozás ezután több mint háromszáz éves pereskedéshez vezetett földesurai és a kiváltságaikat féltve őrző polgárok között. A 14. század közepén a vár ura Péter mester, Zágráb vármegye ispánja, majd a század végén, Kont Imre lett a várnagya. A 15. században a Cilleieké, később rokonuké, az Albenieké lett. Ezután Mátyás királyé, aki 1488-ban Ormosd váráért cserébe, Frangepán Borbálának engedte át, aki Szomszédvár urának Henning Ivánnak adta el. A század végén már ismét a Frangepánoké. Frangepán Ilona a várat és a várost sógorára, Ungnád Jánosra hagyományozta, de a város felét 1534-ben Gruber Leonárd vette meg. A szamobori birtokot Ungnád Kristóf egyesítette újra, majd sógoráé Erdődy Bakócz Tamásé lett. Ezután több birtokosa volt, az Auerspergek, az Erődyek, a Kulmerek, Kiepachok, az Alnochok, végül a Montecuccolik. Tulajdonosai a 17. században egy részét kényelmes várkastéllyá építették át. A 19. századra az elhagyatott vár egyre romosabbá vált. Ekkor tulajdonosai a várat elhagyták, a romokat 1902-ben a város megvásárolta.

Szamobor várának alaprajza

## A vár mai állapota
Horvátország legnagyobb méretű várai közé tartozik. A vár alatti szabadidőparkból kényelmes sétaút vezet fel ide. A külső vár kapuja előtt felvonóhíd volt, a jobb oldalán egy több emeletes olasz bástya látható. Balra van a belső vár az öregtoronnyal és a várpalotával. 
Délkeleti részén megmaradt a vár legrégibb része az öregtorony, mely egykor ennél jóval magasabb volt. Közelében kápolna áll, mely falával a toronyra támaszkodott és alsó része védelmi célokat is szolgált. Déli oldalán a 17. században egy kényelmesebb palotát építettek, mely ma is jó állapotban van. A nyugati oldalon két erős féltorony állt, melyek képe idővel megváltozott amikor a gótikus ablakok helyébe nagyobb, reneszánsz ablakokat építettek. A vár központ részén állt épületeket nehéz meghatározni, mivel a különböző építészeti stílusok egymásra épültek. A mély és széles pincehelyiségek mentén gótikus ablakok és barokk oszlopok egyaránt láthatók. Ez különösen észrevehető az elülső falon, amely a keleti oldalon kialakított bejárathoz vezet. Itt alul keskeny gótikus ablakok, a felső emeleten pedig tágas reneszánsz ablakok láthatók. Az északi udvarról úgy gondolják, hogy azt később építették, főleg azért, mert a feletti épített nagy bástya ágyúnyílásaival a tüzérség számára lett kialakítva. A vár épületeinek egy része ma is emeletnyi magasságban áll. 

## Galéria
- A vár rekonstrukciós képe